# Australian Family Association
L’Australian Family Association (AFA) est un groupe de défense et une organisation politique conservatrice australienne qui a pour but d'« aider et renforcer les valeurs familiales traditionnelles ». Elle a été fondée en 1980 par Bartholomew Augustine Santamaria.